# Stigmate di san Francesco (Michelangelo)
Le Stigmate di san Francesco è un dipinto a tempera su tavola attribuito a Michelangelo Buonarroti, databile al 1500 circa e oggi perduto.

## Storia
La notizia di una "tavola d'altare non molto grande" nella chiesa di San Pietro in Montorio di mano di Michelangelo si trova nell'Anonimo Magliabechiano e in Vasari, che la citò sia nell'edizione delle Vite del 1550 che in quella del 1568. Ma se nella prima l'attribuisce per intero al maestro fiorentino, nella seconda specifica invece che solo il disegno era di Michelangelo, mentre la stesura era di mano di "un barbiere" del cardinale Raffaele Riario.
L'opera risaliva quindi al primo soggiorno romano dell'artista, invitato dal cardinale e protetto dal banchiere Jacopo Galli che gli aveva procurato varie commissioni pubbliche e private; per quanto riguarda la pittura in particolare, oltre al San Francesco, eseguì in quegli anni anche la Deposizione di Cristo nel sepolcro per la basilica di Sant'Agostino. 
Dalla menzione del Vasari comunque del dipinto si perdono le tracce e alcuni tentativi di identificarlo sono sempre stati infruttuosi. In particolare Titi ipotizzò (1761) che l'opera fosse quella di analogo soggetto nella stessa basilica di Giovanni de' Vecchi, che però è un'opera molto più tarda, che al massimo potrebbe riecheggiare la tavola michelangiolesca, se vista dall'autore. Assolutamente improbabile è anche che l'originale si nasconda sotto il dipinto, come pure venne ipotizzato.